# Suji-gu Office (métro de Séoul)
Suji-gu Office (hangeul : 수지구청 ; hanja : 水枝區廳) est une station de passage de la ligne Sin Bundang du métro de Séoul. Elle est située au 120 Pungdeokcheon-ro, quartier Pungdeokcheon-dong de l'arrondissement Suji-gu sur le territioire de la ville Yongin-si dans la province Gyeonggi-do, près de Séoul, en Corée du Sud.

## Situation sur le réseau

Plan du réseau (2023)

Établie en souterrain, Suji-gu Office est une station de passage de la ligne Sin Bundang, dite aussi DXLine, du métro de Séoul : elle est située entre la station Dongcheon en direction du terminus nord Sinsa, et la station Seongbok, en direction du terminus sud Gwanggyo.

## Histoire
La station Suji-gu Office est mise en service le 30 janvier 2016, lors de l'ouverture à l'exploitation du prolongement de la ligne Sin Bundang, de 12,8 km, depuis la station Jeongja.